# 乃木坂46 小川彩のbaby baby maybe
『乃木坂46 小川彩のbaby baby maybe』（のぎざかフォーティーシックス おがわあやのベイビーベイビーメイビー）は、BAYFMで2025年4月3日（4月2日深夜）から放送しているラジオ番組
。公式ハッシュタグは「#ベビベビメイビー」。

## 概要
乃木坂46の千葉県出身である小川彩がパーソナリティを務める初の単独冠レギュラーラジオ番組。
リスナーからメッセージを募集し応えながら、様々な音楽を交えつつ、乃木坂46での活動、リアルタイムに感じていること、好みの話題などに触れ、リスナーと時間を共有し繋がる、ありのままの最新の“あーや”の姿を感じられる番組となっている。
リスナーの愛称は『グルービー』。
BAYFMのスタジオ内に“あーやファーム”があり、シソは「カツオ」、枝豆は「まめめ」という愛称になった。

## 放送日時
| 放送期間                   | 放送時間                      | 放送局 | 対象地域 | 備考         |
| -------------------------- | ----------------------------- | ------ | -------- | ------------ |
| 2025年4月3日 （2日深夜） - | 木曜 0:00 - 0:30 （水曜深夜） | BAYFM  | 千葉県   | [ 2 ] [ 11 ] |

## コーナー
週替わり質問
毎週、その都度違った質問を募集し、発表するコーナー。
みんなのBABYちゃん
みんなのbabyちゃんにまつわる色々な愛らしいエピソードを募集し、カワイイ度数で判定し発表するコーナー。
メッセージ
あーやへの質問や報告・ライブの感想・学校でのトレンドなどをリスナーから募集し、答えたり発表するコーナー。
ふつおた
普通のお便りをリスナーから募集して読むコーナー。

### 終了したコーナー
- 第2回の放送より、“あーやファーム”のシソちゃん[18]と枝豆ちゃん[19]の愛称を募集し[8][20]、第6回で発表した[9]。

### スタジオピアノ弾き語り
| 放送回 | 放送日              | 曲名             | 備考          |
| ------ | ------------------- | ---------------- | ------------- |
| 4      | 4月24日（23日深夜） | 『君の名は希望』 | [ 21 ] [ 18 ] |
| 13     | 6月26日（25日深夜） | 『逃げ水』       | [ 22 ] [ 23 ] |